# Elomeryx
Elomeryx is een geslacht van uitgestorven zoogdieren, dat voorkwam van het Laat-Eoceen tot het Laat-Oligoceen.

## Beschrijving
Dit honderdvijftig centimeter lange dier had een lang lichaam met korte dikke poten en een lange paardachtige kop. Het dier had verlengde hoektanden en lepelvormige snijtanden. De voorpoten waren bezet met vijf tenen en de achterpoten met vier tenen. Omdat het dier veel op drassige oevers vertoefde, had het brede voeten, die het lopen op zachte modder vergemakkelijkten.

## Leefwijze
Dit dier leefde in en nabij water. Met zijn verlengde hoektanden was het in staat waterplanten te ontwortelen.

## Vondsten
Resten van dit dier werden gevonden in Europa (Frankrijk) en Noord-Amerika (South Dakota).